# Trechalea macconnelli
Trechalea macconnelli is een spinnensoort uit de familie van de Trechaleidae.
De wetenschappelijke naam van de soort werd in 1900 gepubliceerd door Reginald Innes Pocock.